# Syndicalisme fasciste
Le syndicalisme fasciste (qui est une forme de national-syndicalisme) était un mouvement syndical issu du mouvement syndicaliste révolutionnaire, dirigé principalement par Edmondo Rossoni, Sergio Panunzio, Angelo Oliviero Olivetti, Michele Bianchi, Alceste De Ambris, Paolo Orano, Massimo Rocca et Guido Pighetti, sous l’influence de Georges Sorel, considéré comme le « métaphysicien du syndicalisme ». Les syndicalistes fascistes se distinguaient des autres formes de fascisme en ce qu’ils favorisaient généralement la lutte des classes, les usines contrôlées par les travailleurs et l’hostilité envers les industriels, ce qui conduisait les historiens à les décrire comme des « idéalistes fascistes de gauche » qui « différaient radicalement des fascistes de droite ». Considéré généralement comme l'un des syndicalistes fascistes les plus radicaux d'Italie, Edmondo Rossoni était le « principal représentant du syndicalisme fasciste » et a cherché à infuser le nationalisme avec « la lutte des classes ».

## Syndicalisme révolutionnaire et national-syndicalisme
Parfois considéré comme le « père » du syndicalisme révolutionnaire ou du moins « la figure de proue des syndicalistes français »,, Georges Sorel a soutenu le syndicalisme militant pour combattre les influences corruptrices des partis parlementaires et de la politique, même si les législateurs étaient nettement socialistes. En tant que marxiste français qui a soutenu Lénine, le bolchevisme, mais aussi Mussolini et le fascisme au début des années 1920,, Sorel a promu la cause du prolétariat dans la lutte des classes et la « polarisation catastrophique » qui résulterait de la création de mythes sociaux de grèves générales. L'intention du syndicalisme était d'organiser des grèves pour abolir le capitalisme, non pour le supplanter par le socialisme d'État, mais plutôt pour construire une société de producteurs de classe ouvrière, ce que Sorel considérait comme « véritablement vrai » dans le marxisme.
Dans son livre de 1908, Réflexions sur la violence, Sorel justifia les syndicats d’organiser les travailleurs lors de soulèvements violents, de convaincre les travailleurs de ne pas avoir honte d’actes de violence et de mépriser « la politique, la République, le patriotisme ». En ce sens sorélien, la violence associée à la lutte de classe marxiste pourrait être interprétée comme une amende, héroïque et au service de « l'intérêt immémorial de la civilisation ». De nombreux socialistes européens ont rejoint les rangs des syndicalistes révolutionnaires, notamment Benito Mussolini, qui a prétendu avoir succombé au syndicalisme révolutionnaire en 1904, citant qu'il s'était produit pendant une grève générale, alors qu'il avait été impliqué dans le syndicalisme auparavant. En 1909, Sorel était déçu des politiques compromettantes des parlementaires socialistes, du mouvement vers le socialisme démocratique et de la décadence du prolétariat, séduits par le « mirage d’énormes avantages économiques ». Selon Sorel, le prolétariat ne répondait ni à ses attentes concernant le changement révolutionnaire ni aux rêves de la « magnifique épopée » de Marx. Cette réévaluation du marxisme a conduit Sorel à adopter l’aphorisme de Benedetto Croce selon lequel « le socialisme est mort ». Pendant cette période, de nombreuses critiques et écrits de Sorel sur le socialisme répondaient à la profonde « crise du marxisme ». Selon Antonio Labriola, il y expose avec brio et a transformé cette crise[pas clair] en une « crise du socialisme ».
Pour Sorel, l'intégrité et l'intellectualisme du marxisme étaient en train de se décomposer et le « prolétariat héroïque » semblait avoir été inexistant ou se montrer « aussi corrompu par l'utilitarisme que la bourgeoisie ». Selon Sorel, le pouvoir des gouvernements démocratiques-républicains était en train de saper l’initiative révolutionnaire de la classe ouvrière qui l’obligeait à rechercher d’autres alternatives, y compris un nationalisme, mais dépourvu de tout monarchisme. Afin de résoudre cette crise du socialisme, Sorel s'est tourné vers un socialisme antidémocratique englobant un nationalisme radical, tout en restant fidèle à son soutien des usines détenues par les travailleurs, mais sous un marxisme hérétique qui en a dépossédé « l'essence matérialiste et rationaliste ». En 1909, Sorel publia un article dans Il Divenire Sociale d’Enrico Leone, une revue influente du syndicalisme révolutionnaire en Italie, qui fut ensuite réimprimé et défendu par Charles Maurras dans L’Action française intitulée Socialiste antiparlementaire,. Sorel n'était pas le premier à s'orienter vers le nationalisme. Au cours des années 1902 à 1910, un groupe de syndicalistes révolutionnaires italiens s’est engagé dans une mission visant à associer le nationalisme italien au syndicalisme. Ils deviendront plus tard « les fondateurs du mouvement fasciste » et « occuperont des postes clés » dans le régime de Mussolini. En règle générale, le syndicalisme italien s'est finalement transformé en syndicalisme nationaliste pendant la Première Guerre mondiale et les mois qui ont suivi l'armistice de 1918.
Maurras a salué le soutien de Sorel dans la mesure où ils étaient tous deux inquiets de voir le socialisme français s'engager dans la voie de la « démocratisation » et devenir un mouvement de social-démocratie. Pour Maurras, la pureté du socialisme devait s'abstenir de se laisser capturer par la séduction de la démocratie, déclarant que « le socialisme libéré de l'élément démocratique et cosmopolite convient bien au nationalisme, alors qu'un gant bien fabriqué convient à une belle main ». Mais de telles idées n'étaient pas inhabituelles pour de nombreux socialistes européens au cours de cette période, tels que Philippe Buchez et Ferdinand Lassalle, qui « méprisaient la démocratie et exaltaient la nation ». En raison de leur aversion pour la démocratie, Sorel et les syndicalistes ont rejeté les partis politiques et les institutions démocratiques, ainsi que la « dictature marxiste du prolétariat », tout en restant fidèles à l’opposition de Karl Marx à la démocratie et aux élections. Auparavant, Marx avait avoué que ses activités révolutionnaires lors de la révolution de 1848 n'étaient « qu'un projet de guerre contre la démocratie ».
Pour tenter de sauver le marxisme, Sorel s'est tourné vers la création d'une synthèse du populisme et du nationalisme incluant également « l'antisémitisme le plus brutal ». À ce moment-là, Sorel et d'autres syndicalistes ont conclu que la violence prolétarienne était inefficace puisque le « prolétariat était incapable de remplir son rôle révolutionnaire », une évaluation qui a persuadé beaucoup de voir dans l'État-nation le meilleur moyen de créer une société à base prolétarienne, qui a ensuite été intégrée au concept fasciste de nationalisme prolétarien.
De nombreux syndicalistes révolutionnaires ont suivi Sorel et son socialisme sorélien vers le nationalisme après avoir loué Maurras et manifesté sa sympathie pour le nationalisme intégral français en 1909,. L'appel présenté par Charles Maurras était son approche nationaliste contre la démocratie bourgeoise, les Lumières et « son libéralisme, son individualisme et sa conception de la société en tant qu'ensemble d'individus ». Cette tendance se poursuivit et, en 1911, les syndicalistes révolutionnaires avaient reconnu que deux importants courants politiques antinationaux s'étaient réunis, créant ainsi « un nouveau nationalisme et un socialisme révolutionnaire ». Cette coalescence a finalement émergé comme une facette majeure du fascisme italien, où Mussolini a lui-même confessé : « Ce que je suis, je le dois à Sorel. » L'historien israélien Zeev Sternhell, considéré comme l'un des principaux spécialistes du fascisme, a affirmé que cette intégration du syndicalisme avec un nationalisme non patriotique était que le « syndicalisme révolutionnaire italien est devenu l’épine dorsale de l’idéologie fasciste ».

## Syndicalisme fasciste et productivisme
Mussolini fut l'un des premiers à combiner l'expression fascisme avec le syndicalisme, soulignant au début des années 1920 que « le syndicalisme fasciste est national et productiviste… dans une société nationale dans laquelle le travail devient une joie, un objet de fierté et un titre de noblesse ». La plupart des syndicalistes italiens considéraient la révolution sociale comme un moyen de transformation rapide pour fournir une « productivité supérieure » et si cette abondance économique ne se produisait pas, il ne pourrait y avoir de changement social significatif. En 1907, Sorel avait commencé par insister sur l'importance du « producteurisme » chez les syndicalistes, affirmant que « Marx considérait une révolution comme un prolétariat de producteurs qui ont acquis une capacité économique ».
Le soutien à la théorie du productionnisme s'est développé parmi les syndicalistes fascistes après la conclusion de la guerre civile russe et la transition d'un communisme de guerre à un chômage élevé et à un environnement dans lequel « la plupart des usines et des usines étaient à l'arrêt ; des mines et des mines ont été détruits et inondés ».
Après l'introduction de la nouvelle politique économique (NEP), les syndicalistes italiens continuent de s'éloigner du marxisme orthodoxe, déterminés à le réviser pour l'adapter à la réalité changeante et à renforcer ses objectifs stratégiques. Ils ont fait valoir que les bolcheviks russes n’avaient pas adhéré à l’avertissement de 1850 d’Engels sur le danger d’essayer d’instaurer une révolution sociale dans un environnement économiquement arriéré. Cette dérive était apparue des années avant le malaise économique de la Russie soviétique, poussant la plupart des syndicalistes italiens à transcender les erreurs et les inconvénients « qu’ils croyaient avoir trouvés dans le marxisme orthodoxe ». Développés pour permettre le contrôle ouvrier des moyens de production par action directe, les intellectuels du syndicalisme ont compris que l'économie primitive italienne ne pouvait faciliter ni l'égalité ni l'abondance pour la société. Sans une industrie mature développée par les bourgeois, ils ont fini par comprendre qu'une révolution sociale réussie nécessitait le soutien de révolutionnaires « sans classes ». Mussolini, aux côtés de syndicalistes italiens, de nationalistes et de futuristes, a affirmé que ces révolutionnaires seraient des fascistes, et non des marxistes ou une autre idéologie>. Selon Mussolini et d’autres théoriciens syndicalistes, le fascisme serait « le socialisme des « nations prolétariennes ». Les syndicalistes fascistes sont également devenus préoccupés par l’idée d’augmenter la production au lieu de simplement mettre en place une structure économique redistributive. Sergio Panunzio, un théoricien majeur du fascisme et du syndicalisme italien, estimait que les syndicalistes étaient des producteurs, plutôt que des distributeurs. Dans sa critique de la gestion de l'économie par les bolcheviks, Panunzio a également affirmé que l'État soviétique russe était devenu une « dictature sur le prolétariat et non du prolétariat ».

## Rossoni et les syndicalistes fascistes
Lorsque Rossoni fut choisi comme secrétaire général de la Confédération générale des corporations syndicales fascistes en décembre 1922, d'autres syndicalistes italiens commencèrent à affirmer le slogan du « syndicalisme fasciste » dans leur objectif de « construire et réorganiser des structures politiques… par une synthèse la main-d'œuvre ». Rossoni et ses cadres syndicalistes fascistes ont rapidement été considérés comme des « éléments radicaux ou de gauche », qui cherchaient à protéger les intérêts économiques des « travailleurs et à préserver leur conscience de classe ». Rossoni s'est efforcé de créer un « intérêt collectif dans l'économie », qui soumettrait les employeurs à une discipline fasciste tout en donnant aux travailleurs un rôle plus important dans la prise de décisions économiques. Pour tenter de définir l'orientation révolutionnaire fondamentale de l'État fasciste, Rossoni a soutenu que le syndicalisme fasciste devrait être à l'avant-plan, proclamant dans le journal Il Popolo d'Italia de Mussolini que « seuls les syndicats fascistes pourraient mener à bien la révolution ». Dans ses premières polémiques anticapitalistes, Rossoni affirmait que le capitalisme « déprimait et annulait la production plutôt que de la stimuler et de la développer » et que les industriels étaient « apathiques, passifs et ignorants ».
Au début de 1923, les industriels et les propriétaires d’usines s’inquiètent des assauts verbaux des syndicalistes fascistes contre le monde des affaires et le capitalisme, poussant nombre d’entre eux à se demander s’il était « sage de payer les communistes pour combattre les fascistes ! ». Alors que l’attaque se poursuivait sans relâche, Rossoni, en 1926, défendait sans relâche ses accusations selon lesquelles les industriels étaient décrits comme des « vampires » et des « profiteurs ». Rossoni a non seulement ciblé les grands industriels pour leur avarice collective, mais a également dirigé ses critiques sur la « cupidité offensive des petits commerçants ».
Dans certains cas, les positions favorables au travail de Rossoni ont inquiété les industriels en raison de son interprétation philosophique de la « loi dynamique de l’histoire » de Marx, qui l’ont amené à soutenir l’éventualité d’un contrôle des usines par les travailleurs. Il a fait valoir que les industriels avaient un droit légitime d'assumer leurs fonctions, mais seulement jusqu'à ce que « les travailleurs, organisés en nouveaux syndicats, aient acquis la compétence requise pour prendre le commandement ».
L'hostilité des syndicalistes fascistes à l'égard des employeurs causa des troubles politiques au régime de Mussolini avant et après l'établissement d'une dictature à parti unique au début de 1925. Malgré les controverses, Rossoni resta en place jusqu'à ce qu'il soit contraint de démissionner en 1928, probablement craint que son affiliation syndicale, qui compte près de trois millions de personnes, ait largement dépassé le nombre de membres du Parti national fasciste. Bien que les syndicats indépendants en Italie n’aient été nationalisés que le 3 avril 1926, les syndicats fascistes, en vertu des lois syndicales d’Alfredo Rocco, étaient devenus, dès 1922, un « concurrent majeur en matière de recrutement pour les organisations de travailleurs socialistes et catholiques ». Après avoir atteint un sommet de plus de deux millions de membres en 1920, la Confédération générale du travail indépendante est réduite à 400 000 membres au milieu de 1922. D'autres syndicats se sont tout aussi mal comportés. Les syndicats catholiques des Popolari comptaient 1,2 million de membres en 1921, mais à la fin de 1922, ils étaient 540 000. Néanmoins, Rossoni fut traité comme un dirigeant précieux dans l'administration de Mussolini, devenant membre du Grand Conseil du fascisme de 1930 à 1943 et à d'autres postes élevés.
L'augmentation du nombre de membres des syndicats fascistes est due en grande partie à la détérioration de la situation économique au cours des longues grèves dans les usines du début des années 1920 dirigées par les socialistes révolutionnaires. Les usines occupées ont connu des problèmes financiers, un manque d’argent pour payer les salaires et une baisse de la productivité. Lorsque les ouvriers des usines ont commencé à abandonner les usines, des « gardes rouges » ont été employés pour garder les ouvriers à leur poste de travail, obligeant dans certains cas les ouvriers à « travailler sous la menace de la violence ». Ce qui a également contribué au succès des organisations syndicales fascistes a été leur forte affiliation au Parti national fasciste, une politique qui n’a pas été adoptée par le Parti socialiste italien et d’autres confédérations syndicales.
Il existe un certain nombre de variantes du syndicalisme fasciste, allant du plus modéré au radical. L'un des syndicalistes fascistes les plus radicaux était le philosophe Ugo Spirito. Considéré comme un « fasciste de gauche », Spirito a soutenu la lutte pour un « corporatisme » de type populiste, une sorte de société propriétaire offrant les caractéristiques de « propriété collective sans centralisation économique indésirable ».
Outre Edmondo Rossoni, Sergio Panunzio et Angelo Oliviero Olivetti étaient considérés comme les syndicalistes italiens les plus cohérents classés dans la « gauche fasciste » par les historiens. Ils ont identifié le fascisme et l'idéologie syndicaliste comme un remplacement du libéralisme parlementaire afin de moderniser l'économie et de promouvoir les intérêts des travailleurs et des citoyens ainsi que de « moderniser l'économie ». Pour Rossoni, les entreprises étaient considérées comme les meilleures institutions pour promouvoir « la justice économique et la solidarité sociale » parmi les producteurs.
Luigi Razzo, qui dirigeait une confédération syndicale fasciste (travailleurs de l'agriculture), estimait que les organisations économiques constituaient l'élément politique le plus important du régime fasciste, car elles donneraient aux travailleurs un « rôle sérieux dans la prise de décision, en particulier dans la régulation de l'économie ». Grâce à ce « corporativisme fascos », la véritable nation économique aurait les moyens de se gouverner à mesure que les politiques économiques se rapprochent. Cette unification de la politique et de l'économie constituait le « noyau de la conception fasciste de gauche » pour la plupart des syndicalistes fascistes, qui défendaient le fascisme comme une idée et un principe politiques, mais non comme un système économique. Le devoir de l'État fasciste était de discipliner la production et les activités économiques, organisées en groupements économiques et intérêts collectifs, tout en ne permettant plus à l'économie de fonctionner par elle-même.

## Mussolini et le régime fasciste
Mussolini avait réagi aux efforts de Rossoni pour mettre fin aux réductions des salaires réels, maintenir la semaine de huit heures et créer une nouvelle « charte du travail » complétant la législation fasciste sur le travail afin de garantir les droits des travailleurs, ce qui donnait lieu à des mesures vagues de gains pour le travail. Mais Mussolini avait eu plus de force dans des approches similaires favorables au travail dans le passé. Lors de la grève de 1919 à l’usine métallurgique Franchi e Gregorini de Dalmine, l’Union italienne du travail (UIL) a soutenu l’occupation des usines par les travailleurs. Appelant cela des « grèves créatives », Mussolini a insisté sur le fait que les travailleurs « ont le droit d'être » égaux « avec les propriétaires d'usine et de faire grève pour y parvenir ». Son principal avertissement était que la grève ne devait pas interrompre la productionet que les travailleurs manifestaient est[pas clair] à la fois une volonté de participer sur un pied d'égalité au processus de production et la capacité de s'acquitter de leurs obligations dans la poursuite de la grève. Malgré la politique officielle de Mussolini de maintenir la collaboration de classe, les « corporativistes de gauche » en Italie continuaient à considérer les différences de classe comme inévitables, estimant qu'il était essentiel que les organisations à base de classes permettent aux entreprises de véritablement impliquer les travailleurs. Mussolini avait décidé d'aller dans une autre direction, concluant à la fin de 1917 que le marxisme orthodoxe était en grande partie hors de propos pour les révolutionnaires des pays arriérés par l'industrie. Les intellectuels fascistes et Mussolini ont expliqué que si la bourgeoisie ne pouvait s'acquitter de ses obligations historiques et faire progresser l'infrastructure industrielle d'un pays, la tâche devait alors être reléguée au rang des masses populaires et à l'avant-garde de l'élite, ce qui nécessiterait un engagement de la collaboration de classe afin de servir les intérêts de la population. le potentiel de production de la communauté à travers les producteurs du prolétariat et de la bourgeoisie. Mussolini a décrit cette collaboration entre les classes comme une nouvelle démocratie : « un régime sain et honnête de classes productives ». L'opposition de Mussolini à la lutte des classes faisait écho à l'opinion antérieure des réformateurs marxistes et des sociaux-démocrates, notamment Eduard Bernstein, qui affirmait que « les socialistes devaient insister sur la coopération et l'évolution, plutôt que sur le conflit de classes et la révolution »,.
Certains soutiennent que le « syndicalisme d’extrême gauche de Benito Mussolini » avait fusionné avec le nationalisme d'extrême droite de Gabriele D’Annunzio, donnant naissance à une nouvelle révision du fascisme d’ici à 1922. D'autres affirment que jusqu'à la fin de 1921, Mussolini préférait encore renommer son Parti fasciste révolutionnaire (PFR), en « Parti travailliste fasciste », afin de conserver sa réputation de loyaliste face à la tradition de gauche du syndicalisme, surtout si lui et ses dirigeants fascistes pouvaient gagner le soutien de la Confédération générale du travail (CGL)[pas clair]. Mussolini abandonna sa proposition de coalition ouvrière avec les socialistes lors du Troisième Congrès fasciste (7-10 novembre 1921), dans un esprit de conciliation, afin d'apaiser les milices squadristes violentes qui luttaient contre la gauche. Néanmoins, dès 1934, Mussolini commença à renverser bon nombre de ses positions sur le marché et se vantait d'avoir mis les trois quarts de l'économie italienne entre « les mains de l'État ».
Les grandes banques, qui avaient beaucoup prêté à l'industrie, ont dû être sauvées au début des années 1930, de même que de nombreuses grandes entreprises industrielles. L’Institut italien de la finance industrielle (Istituto Mobiliare Italiano, IMI) et l’Institut pour la reconstruction industrielle (Istituto per la Ricostruzione Industriale, IRI) ont été créés pour renflouer les entreprises défaillantes et fournir des capitaux à de nouvelles entreprises.investissement industriel[pas clair]. Ils ont également fourni des gestionnaires formés et une supervision financière efficace. L’Italie acquit ainsi un vaste secteur industriel dirigé par l’État, particulièrement important dans les secteurs de la banque, de la sidérurgie, du transport maritime, des armements et de la fourniture d’hydroélectricité. Cependant, ces entreprises n'ont pas été nationalisées. Au lieu de cela, elles opéraient sur le marché en tant que sociétés privées et avaient toujours de nombreux actionnaires privés.
Après avoir été confiné dans le Nord de l'Italie en tant que gouvernement en 1943, Mussolini a promu la « socialisation » sous la République sociale italienne. Au début de 1944, la « loi de socialisation » de Mussolini appelait à la nationalisation de l'industrie qui poursuivrait une politique selon laquelle « les travailleurs devaient participer à la gestion des usines et des entreprises ».